# Curli
La protéine Curli (ou curli) est un type de fibre amyloïde produite par certaines souches d'entérobactéries. Ce sont des fibrilles extracellulaires situées sur des bactéries telles que Escherichia coli et Salmonella sp. Ces fibrilles servent à promouvoir le comportement de la communauté cellulaire par la formation de biofilm dans la matrice extracellulaire. Cet amyloïde est associée à des maladies neurodégénératives humaines telles que la maladie d'Alzheimer ou le SLE,. L'étude des curli peut aider à comprendre les maladies humaines qui pourraient résulter d'une mauvaise formation de fibres amyloïdes. Toutefois, chez E. coli, il s'agit d'une protéine purement fonctionnelle qui l'aide à s'accrocher aux protéines de l’hôte et à des surfaces inertes.

## Régulation génique
CsgD est un régulateur transcriptionnel positif de l'opéron csgBA. La protéine CsgD est le régulateur de transcription et régule positivement l'opéron csgBA, mais étonnamment ne régule pas sa propre expression. L'opéron csgBA code la sous-unité structurelle principale de curli, CsgA, ainsi que la protéine nucléatrice CsgB. Des recherches supplémentaires doivent encore être menées afin de voir ce qui stimule l'expression ou l'activité de CsgD, mais certaines données soutiennent que l'activation de la protéine est causée par la phosphorylation d'un résidu d'acide aspartique du domaine récepteur N-terminal. Puisque CsgD doit être présent pour l'activité du promoteur de csgBA, il est donc montré que les régulateurs de l'expression de CsgD influencent également l'expression de csgBA.
De nombreux signaux environnementaux jouent un rôle dans l'expression du gène Curli. Par exemple, la croissance à une température inférieure à 30 °C favorise l'expression du gène Curli. De plus, en cas de manque de sel et de nutriments tels que l'azote, le phosphate et le fer, l'expression du gène Curli est stimulée.